# Guillermo Zuloaga
Guillermo Zuloaga Boneta (1848-1893) fue un empresario y ceramista español, promotor y director de la fábrica de Cerámica de La Moncloa en Madrid y profesor de cerámica en la Escuela de Artes y Oficios de Madrid. Su vida y figura están ligadas a la obra del artista Daniel Zuloaga.

## Biografía
Guillermo fue el segundo de los cuatro hijos varones de Eusebio Zuloaga, director de la Real Armería de Madrid y experto en las técnicas del damasquinado, y el mayor de los concebido por su tercera esposa, Ramona Boneta, artista de la galvanoplastia.
Junto con sus hermanos Daniel y Germán (1855-1886) fue becado por la Corona española para estudiar en Sèvres, ciudad a la que Guillermo fue al parecer el primero en llegar y cuya «formación como ceramista sería más completa». Estuvieron en Francia, durante algunos periodos acompañados por su madre, hasta que la guerra franco-prusiana les obligó a regresar a España en 1870. En 1875, y acompañando a su padre, fue jurado de Cerámica representando a España en la Exposición Internacional celebrada ese año en el Prater de Viena.
Experto en las técnicas cerámicas de hornos y pastas, a partir de 1877 se documenta su actividad al frente de la recién creada fábrica de cerámica de La Moncloa (que incluía una escuela gratuita con doce alumnos). La producción de la nueva instalación no se afirmó hasta 1881, con la transformación de la Real fábrica en una sociedad, y con Guillermo como director, cargo que dado el mal funcionamiento del negocio le llevaría a hipotecarse personalmente, por lo que estuvo a punto de ir a la cárcel, de no haber salido en su ayuda Daniel y Germán que le prestaron cinco mil reales en 1882.
A pesar del alivio económico temporal que supuso la importante participación de Daniel en la Exposición Nacional de Minería que se celebró en Madrid en 1883, y de los encargos para la Diputación Provincial de Guipúzcoa (1883-4) y para el Salón de Recreo de Burgos, en 1885, la fábrica iba de mal en peor.
Finalmente, en 1886 muere Germán, y Guillermo, agobiado por los problemas económicos, dejó la Moncloa y se trasladó a trabajar en una fábrica de Bilbao, falleciendo en 1893.
Tras su muerte, Sebastián Aguado le sustituyó en la Escuela de Artes y Oficios de Madrid y, al trasladarse Daniel a Segovia, adquirió el taller que este había montado en Vallehermoso tras la muerte de sus dos hermanos y la ruina de la fábrica de la Moncloa.